# Mark Lewis Jones
Mark Lewis Jones (Rhosllannerchrugog, 31 agosto 1964) è un attore britannico.

## Biografia
Nato a Rhosllannerchrugog nel Wrexham, Galles, ha iniziato a studiare recitazione da adolescente presso il Clwyd Youth Theatre e successivamente al Royal Welsh College of Music & Drama. Molto attivo soprattutto in teatro, ha recitato a Londra con la Royal Shakespeare Company e allo Shakespeare's Globe Theatre.
Lewis Jones ha partecipato inoltre a numerose produzioni televisive tra le quali si ricordano This Life, Holby City, Spooks, Murphy's Law, Waking the Dead e Torchwood. Come protagonista in quanto membro del cast principale, ha interpretato il ruolo di Ray Lloyd in Murder Prevention (2004) e quello di Russell Bing nella serie BBC 55 Degrees North (2005). 
Tra gli altri ruoli significativi vi sono quello di Uther Pendragon nella miniserie statunitense Le nebbie di Avalon (2001), di Irfon in Con Passionate (2005), Bryan Jones in Y Pris (2007) e Shagga nella serie HBO Il Trono di Spade (2011), mentre al cinema ha interpretato personaggi secondari in film come Master & Commander - Sfida ai confini del mare (2003), Troy (2004) e Robin Hood (2010).

## Filmografia

### Cinema
- Morons from Outer Space, regia di Mike Hodges (1985)
- Valhalla, regia di Peter Madsen e Jeffrey James Varab (1986) – voce
- The Angry Earth, regia di Karl Francis (1989)
- Anestesia letale (Paper Mask), regia di Christopher Morahan (1990)
- Solomon and Gaenor, regia di Paul Morrison (1999)
- Master & Commander - Sfida ai confini del mare (Master and Commander: The Far Side of the World), regia di Peter Weir (2003)
- Troy, regia di Wolfgang Petersen (2004)
- Little White Lies, regia di Caradog W. James (2006)
- Daddy's Girl, regia di D.J. Evans (2006)
- Calon Gaeth, regia di Ashley Way (2006)
- Caught in the Act, regia di Matt Lipsey (2008)
- L'altra donna del re (The Other Boleyn Girl), regia di Justin Chadwick (2008)
- Robin Hood, regia di Ridley Scott (2010)
- A Viking Saga: The Darkest Day, regia di Chris Crow (2013)
- Sniper 5 - Fino all'ultimo colpo (Sniper: Legacy), regia di Don Michael Paul (2014)
- Queen of the Desert, regia di Werner Herzog (2015)
- Just Jim, regia di Craig Roberts (2015)
- Child 44 - Il bambino numero 44 (Child 44), regia di Daniel Espinosa (2015)
- Star Wars: Gli ultimi Jedi (Star Wars: The Last Jedi), regia di Rian Johnson (2017)
- Apostolo (Apostle), regia di Gareth Evans (2018)
- L'inganno perfetto (The Good Liar), regia di Bill Condon (2019)
- Rebecca, regia di Ben Wheatley (2020)
- Monaco - Sull'orlo della guerra (Munich – The Edge of War), regia di Christian Schwochow (2021)
- La leggenda del Green (The Phantom of the Open), regia di Craig Roberts (2021)

### Televisione
- The Shell Seekers – film TV (1989)
- Heroes II: The Return – film TV (1991)
- Between the Lines – serie TV, 1 episodio (1992)
- Mente omicida (A Mind to Kill) – serie TV, 2 episodi (1995, 2002)
- Casualty – serie TV, 2 episodi (1995, 2012)
- Dangerfield – serie TV, 1 episodio (1996)
- Soldier Soldier – serie TV, 1 episodio (1996)
- This Life – serie TV, 6 episodi (1996-1997)
- The Knock – serie TV, 6 episodi (1999)
- Giasone e gli Argonauti (Jason and the Argonauts) – film TV (2000)
- Where the Heart Is – serie TV, 1 episodio (2000)
- The Bench – serie TV (2001)
- Le nebbie di Avalon (The Mists of Avalon) – miniserie TV, 1 episodio (2001)
- Tales from Pleasure Beach – miniserie TV (2001)
- I mondi infiniti di H.G. Wells (The Infinite Worlds of H. G. Wells) – miniserie TV (2001)
- Holby City – serie TV, 1 episodio (2002)
- Y Ty – serie TV (2002)
- Lenny Blue – film TV (2002)
- Triongl – serie TV (2003)
- Red Cap – serie TV, 1 episodio (2003)
- Spooks – serie TV, 1 episodio (2003)
- Murphy's Law – serie TV, 1 episodio (2004)
- Lie with Me – film TV (2004)
- Murder Prevention – serie TV, 4 episodi (2004)
- Con Passionate – serie TV (2005)
- 55 Degrees North – serie TV, 7 episodi (2005)
- Waking the Dead – serie TV, 2 episodi (2005)
- Stick or Twist – serie TV (2006)
- Annually Retentive – serie TV, 1 episodio (2006)
- Torchwood – serie TV, 1 episodio (2006)
- The Commander: The Devil You Know – film TV (2007)
- The Commander: The Fraudster – film TV (2007)
- The Commander: Windows of the Soul – film TV (2007)
- Y Pris – serie TV, 5 episodi (2007)
- The Passion – miniserie TV, 3 episodi (2008)
- The Commander: Abduction – film TV (2008)
- Zig Zag Love – film TV (2008)
- Law & Order: UK – serie TV, 1 episodio (2009)
- Framed – film TV (2009)
- Crash – serie TV, 1 episodio (2009)
- Merlin – serie TV, 1 episodio (2009)
- A Child's Christmases in Wales – film TV (2009)
- Pen Talar – serie TV, 1 episodio (2010)
- Testimoni silenziosi (Silent Witness) – serie TV, 2 episodi (2011)
- Being Human – serie TV, 2 episodi (2011)
- Il Trono di Spade (Game of Thrones) – serie TV, stagione 1, 2 episodi (2011)
- Baker Boys – serie TV, 6 episodi (2011)
- Stella – serie TV, 21 episodi (2012-2016)
- Titanic – miniserie TV, 2 episodi (2012)
- Silk – serie TV, 1 episodio (2012)
- Sinbad – serie TV, 1 episodio (2012)
- Atlantis – serie TV, 1 episodio (2013)
- Talking to the Dead – serie TV, 2 episodi (2013)
- 37 Days – miniserie TV, 3 episodi (2014)
- Under Milk Wood – film TV (2014)
- Puppy Love – serie TV, 1 episodio (2014)
- Padre Brown (Father Brown) – serie TV, 1 episodio (2015)
- Hinterland – serie TV, 1 episodio (2015)
- Byw Celwydd – serie TV, 5 episodi (2016)
- Chernobyl – miniserie TV, 2 puntate (2019)
- Carnival Row – serie TV, 5 episodi (2019)
- Gangs of London – serie TV, episodi 1x01-1x02-1x05 (2020)
- The Third Day – miniserie TV, 6 puntate (2020)
- Outlander – serie TV, 9 episodi (2022-2023)
- Baby Reindeer – serie TV, 3 episodi (2024)

## Doppiatori italiani
Nelle versioni in italiano delle opere in cui ha recitato, Mark Lewis Jones è stato doppiato da:
- Dario Oppido in Sniper 5 - Fino all'ultimo colpo, Star Wars: Gli ultimi Jedi, Monaco - Sull'orlo della guerra, Outlander, La leggenda del Green, Bodies
- Paolo Buglioni in Giasone e gli Argonauti, I mondi infiniti di H.G. Wells
- Saverio Indrio in Le nebbie di Avalon
- Luciano Roffi in Master & Commander - Sfida ai confini del mare
- Roberto Draghetti in Murder Prevention
- Oliviero Corbetta in Queen of the Desert
- Luca Dal Fabbro in Child 44 - Il bambino n. 44
- Carlo Valli in Apostolo
- Ennio Coltorti in L'inganno perfetto
- Davide Marzi in Chernobyl
- Riccardo Rovatti in The Crown
- Mario Zucca in Gangs of London
- Fabrizio Pucci in Baby Reindeer